# Бенгалска писменост
Бенгалската писменост, известна още като бенгали, е звукова писменост от тип абугида, родствена на деванагари. Писмеността се използва от редица езици, в това число бенгалски, асамски, манипури, гаро, мундари, а днес и силхети.

## История и разпространение
Бенгалската писменост води началото си от древната индийска писменост брахми, от която произлизат повечето съвременни индийски писмености, включително деванагари. За време на появата на бенгалската абугида може да се счита 11 век, когато тя вече е развила свои отличителни белези. Съвременната печатна форма на писмеността е била развита от Чарлс Уилкинс през 1778 г., а през 19 век някои вече остарели букви били премахнати.
Писмеността се използва за изписването на редица езици, говорени на територията на Бангладеш, Бутан и североизточна Индия, сред които са бенгали, асамски, манипури, гаро, мундари, а днес и силхети.

## Особености
Причислявайки се към абугидите, бенгалската писменост използва буквите за обозначаване на съгласните звукове, като гласните се отбелязват чрез модификации на основната форма. Както при останалите абугиди, произлизащи от древноиндийското брахми, и тук основната форма на буквата (тази без модификации) означава, че гласната е [а]. Посоката на писане е като на български – от ляво надясно, с редовете от горе надолу.

## Компютърна поддръжка
Знаците от бенгалската писменост, букви и пунктуация, се намират в Уникод интервала от U+0980 до U+09FF.